# Andrzej Konopka (prawnik)
Andrzej Konopka (ur. 22 lipca 1935 w Sokółce) – polski prawnik, sędzia, poseł na Sejm X kadencji.

## Życiorys
W latach 1955–1970 pracował w charakterze technika dentystycznego w Wałczu. W 1969 ukończył studia na Uniwersytecie Mikołaja Kopernika, uzyskując tytuł zawodowy magistra prawa. W latach 70. pracował jako aplikant, następnie orzekał jako asesor i sędzia. Był przewodniczącym Wydziału Cywilnego Sądu Powiatowego we Włocławku, wiceprzewodniczącym Sądu Rejonowego tamże i przewodniczącym Wydziału Rodzinnego tegoż sądu. W latach 80. zaczął orzekać w Sądzie Wojewódzkim we Włocławku, od 1985 był przewodniczącym jego Wydziału Karnego.
Od 1967 należał do Stronnictwa Demokratycznego, z ramienia którego przez dwie kadencje zasiadał w Miejskiej Radzie Narodowej Włocławka. W 1989 uzyskał mandat posła na Sejm kontraktowy w okręgu włocławskim. Był zastępcą przewodniczącego Komisji Sprawiedliwości, ponadto zasiadał w Komisji Nadzwyczajnej do zbadania działalności Ministerstwa Spraw Wewnętrznych. W 1990 zawiesił członkostwo w SD w związku z pracą w sądownictwie, pozostał jednak członkiem Klubu Poselskiego partii do końca kadencji. W 1991 nie ubiegał się o reelekcję.
Od 1990 do 1994 jako przedstawiciel sędziów wchodził w skład Krajowej Rady Sądownictwa. W 1993 został powołany na sędziego Sądu Najwyższego. Ponownie w KRS zasiadał w latach 1996–1998 jako osoba powołana przez prezydenta RP Aleksandra Kwaśniewskiego. Orzekał w SN do czasu przejścia w stan spoczynku, pełniąc później do 2007 obowiązki rzecznika dyscyplinarnego w tym sądzie.
W 1974 odznaczony Złotym Krzyżem Zasługi, a w 2005 Krzyżem Komandorskim Orderu Odrodzenia Polski.